# ESV Süd-Ost
Der ESV Süd-Ost, auch E.S.V. Süd-Ost, war ein österreichischer Fußball-Verein aus Favoriten, dem 10. Wiener Gemeindebezirk. Die Frauenfußballabteilung war von 1972 bis 1995 als ESV Ostbahn XI und von 1996 bis 2001 in der Frauen-Bundesliga.

## Geschichte des Vereines
Der Eisenbahnerverein wurde unter dem Namen SC Südbahn 1920 gegründet und sieben Jahre später, aufgrund von vereinsbehördlichen Gründen, wieder aufgelöst. Der Spielbetrieb blieb jedoch bis zum Ersten Weltkrieg bestehen. 1946 wurde der Verein wiedergegründet. Erste Aufzeichnungen gibt es erst ab der 35. außerordentlichen Hauptversammlung vom 13. Februar 1955, in der hervorgeht, dass 500 Mitglieder den Verein unterstützen, und es gab eine Kampfmannschaft, eine Reservemannschaft und zwei Jugendmannschaften, die auf einem eigenen Sportplatz im zehnten Wiener Gemeindebezirk in der Schleiergasse 5a trainieren und spielen. Einen Monat später, am 24. Mai, wurde überlegt, die beiden Vereine SC Südbahn und ESV Ostbahn X zu fusionieren. Am 8. Juli 1956 wurde der E.S.V. Süd-Ost gegründet. Die Eisenbahner stiegen 1957 von der 2. Klasse in die 1. Klasse auf, eine Kantine wurde eröffnet und zwei Jahre später eine Kegelabteilung gegründet, die Anzahl der Mitglieder stieg von 1959 auf 1769.

## Frauenfußball
Der reine Damenfußballclub DFC Ostbahn XI, der eine Meisterschaft, 1989/90, als ESV Ostbahn XI auftrat, spielte von 1972 bis 1995 in der Frauen-Bundesliga und holte 1985 den Meistertitel. Der E.S.V. Süd-Ost übernahm 1995 die Lizenz sowie die Spielerinnen, verblieb bis 2001 in der Liga und löste sich 2012 als Meister der Wiener Frauen-Landesliga auf.
Titel und Erfolge
- 1 × Österreichischer Meister: 1985 (als DFC Ostbahn XI)
- 1 × Wiener Frauenmeister: 2012
- 1 × Cupsieger: 2000

## Männerfußball
Der Verein musste aufgrund eines Wohnbauprogrammes der Gemeinde Wien seinen Sportplatz in der Schleiergasse 5a aufgeben und übersiedelte am 16. August 1964 in die Laaerbergstraße. 1970 wurde eine Flutlichtanlage installiert. Der Verein spielte weiter in der ersten und in der zweiten Klasse und baute mehrere Nachwuchsmannschaften auf, die 1988/89 aufgelassen wurden.
Die Herrenmannschaft spielte in der Wiener Oberliga A (2007/08) bzw. in der Klasse A (2008/09), bevor sie sich auflöste.